# Théophile de Donder
Théophile de Donder (1872-1957) est un physicien, un mathématicien et un chimiste belge. Continuateur d'Henri Poincaré et d'Elie Cartan pour les invariants intégraux (des expressions mathématiques représentant très bien de nombreux phénomènes dans lesquels, à côté de plusieurs facteurs changeant de valeur, quelque chose reste constant, par exemple le volume dans un écoulement de liquide). De Donder va élargir et généraliser cette notion en introduisant celle de variant intégral.

## Biographie
Séduit par les idées d'Albert Einstein, il sera, dès 1914, un des plus ardents défenseurs des thèses relativistes qu'il développera  et enrichira.
En 1922, il donne  une autre définition de l'affinité chimique.
Dès 1926, toujours à la pointe de l'actualité, il s'engage dans des recherches en mécanique ondulatoire - cette vision  des choses associant des ondes aux corpuscules - mais il reste fidèle à l'esprit de la relativité générale. Par ses travaux sur la thermodynamique et l'affinité, De Donder a participé à la fondation de la chimie mathématique. Il était d'ailleurs convaincu de mathématiser l'Univers. « La mathématique est la langue scientifique par excellence », disait-il ; il ajoutait même la « langue divine ». Cet homme de vaste culture était aussi un musicien érudit et un excellent pianiste.
Ses travaux ont également influencé ceux de Prigogine.

## Publications
- L'affinité. Ed. Pierre van Rysselberghe. Paris: Gauthier-Villars, 1936
- (en) Thermodynamic Theory of Affinity: A Book of Principles. Oxford, England: Oxford University Press, 1936
- (en) The Mathematical Theory of Relativity. Cambridge, MA: MIT, 1927
- Sur la théorie des invariants intégraux, 1899. (thèse)
- Théorie du champ électromagnétique de Maxwell-Lorentz et du champ gravifique d'Einstein, 1917
- La Gravifique einsteinienne, 1921
- Introduction à la gravifique einsteinienne, 1925
- Théorie mathématique de l'électricité, 1925
- Théorie des champs gravifiques, 1926
- Application de la gravifique einsteinienne, 1930
- Théorie invariantive du calcul des variations, 1931